# Albrecht van Saksen-Eisenach
Albrecht van Saksen-Eisenach (Altenburg, 27 juli 1599 - Eisenach, 20 december 1644) was van 1640 tot aan zijn dood hertog van Saksen-Eisenach. Hij behoorde tot de Ernestijnse linie van het huis Wettin.

## Levensloop
Albrecht was de zesde zoon van hertog Johan III van Saksen-Weimar en diens echtgenote Dorothea Maria, dochter van vorst Joachim Ernst van Anhalt. 
Hij werd opgeleid door hofmeester Friedrich von Kospoth en studeerde net als zijn broers aan de Universiteit van Jena. In 1619 werd hij door vorst Lodewijk I van Anhalt-Köthen opgenomen in het Vruchtdragende Gezelschap. Van 1619 tot 1621 ondernam hij samen met zijn broer Johan Frederik een grand tour doorheen het Oude Eedgenootschap en Frankrijk.
Na zijn terugkeer was Albrecht tot in 1626 hoofdzakelijk belast met de regeringszaken, waarbij hij zijn afwezige broers vertegenwoordigde. In 1627 kreeg hij de administratie over de balije Thüringen toegewezen. 
In 1640 verdeelde Albrecht samen met zijn nog levende broers Willem en Ernst het hertogdom Saksen-Weimar. Hierbij behield Willem het verkleinde Saksen-Weimar, terwijl Albrecht het hertogdom Saksen-Eisenach en Ernst het Saksen-Gotha kreeg. 
Op 24 juni 1633 huwde hij met Dorothea (1601-1675), dochter van hertog Frederik Willem I van Saksen-Weimar. Het huwelijk bleef kinderloos.
In december 1644 stierf Albrecht op 45-jarige leeftijd. Saksen-Eisenach werd na zijn dood verdeeld tussen zijn broers Willem en Ernst.